# SN 2004en
SN 2004en – supernowa typu II odkryta 16 września 2004 roku w galaktyce A023626+3559. W momencie odkrycia miała maksymalną jasność 18,20m.